# United States Wrestling Association
La United States Wrestling Association è stata una federazione di wrestling con base a Memphis (Tennessee), attiva fra il 1989 ed il 1997. Venne fondata dal proprietario della Continental Wrestling Association Jerry Jarrett che fuse la sua compagnia alla World Class Championship Wrestling di Fritz Von Erich dando vita alla USWA.

## Storia

### Fondazione
La USWA venne fondata nel tentativo di creare una terza federazione di wrestling a livello nazionale negli Stati Uniti, per cercare di contrastare il predominio della WWF e della WCW. La USWA prese forma dalla fusione della World Class Championship Wrestling (del Texas) e la CWA (di Memphis). Ben presto la nuova compagnia si guadagnò un vasto seguito soprattutto nel sud degli Stati Uniti. La star incontrasta della federazione era "The King" Jerry Lawler (considerato una vera leggenda nella zona di Memphis e provincia), mentre nella categoria tag team dominavano i brutali Moondogs.

### Scambio di talenti con la WWF

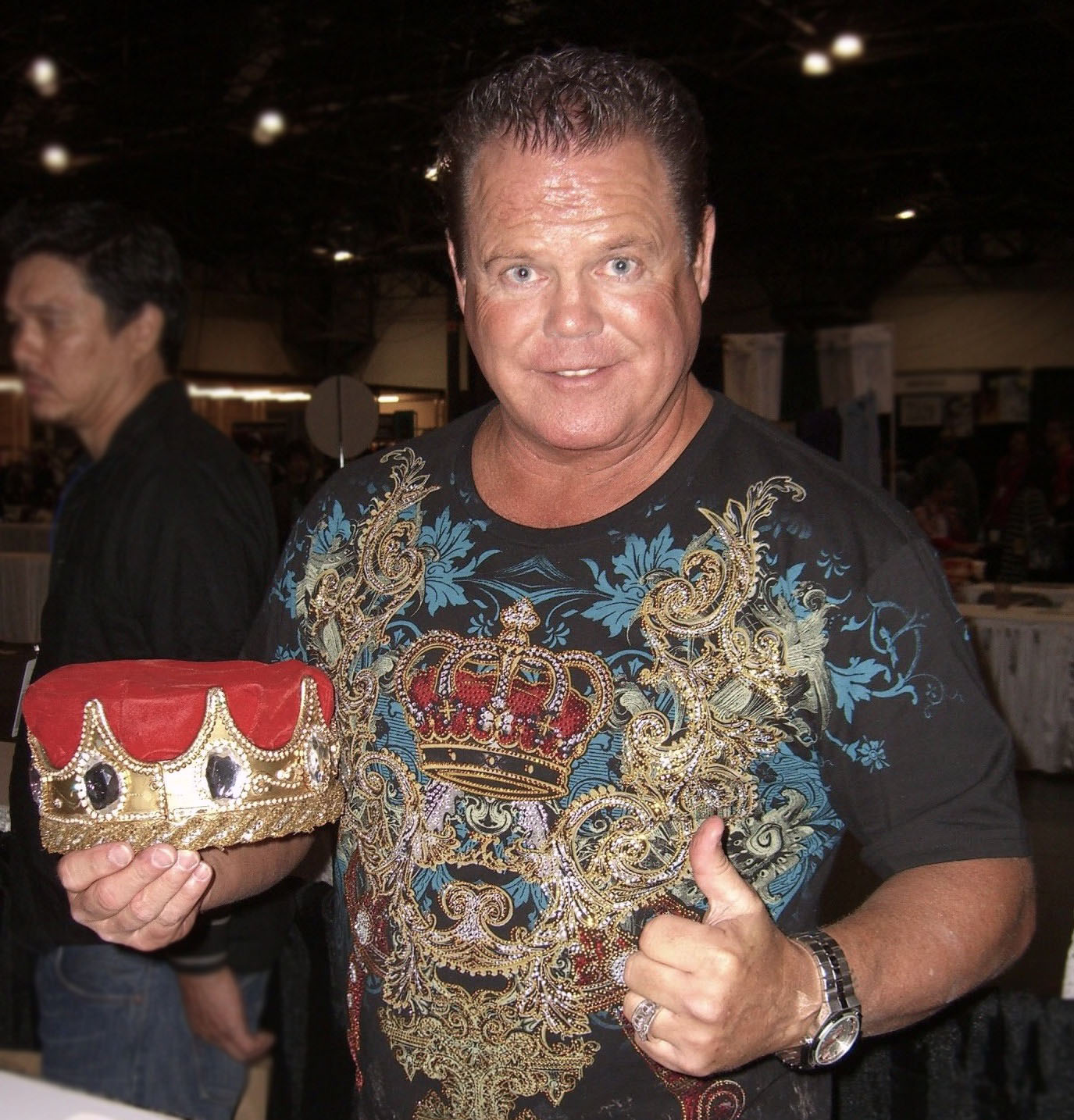
Jerry "The King" Lawler, 28 volte campione dei pesi massimi USWA

Nel 1992, la USWA iniziò un rapporto di collaborazione con la WWF, che prevedeva un reciproco interscambio di talenti tra le due federazioni. L'accordo siglato vide la firma di Lawler per la WWF, e varie superstar WWF come "Macho Man" Randy Savage, Kamala, Tatanka, Papa Shango, Koko B. Ware, e Owen Hart, che iniziarono ad apparire anche nella USWA. La collaborazione finì nel 1995, a causa dei problemi di guerra di audience tra la WWF e la WCW, che in quel periodo raggiunsero il culmine.

### Chiusura
Dopo i primi tempi di successi, lo strapotere delle due maggiori federazioni mondiali pesò sempre di più sulle modeste disponibilità economiche della federazione di Memphis. Il progressivo impoverimento del vivaio dei talenti, e la mancanza di grossi nomi attirati dai contratti più favorevoli che offrivano WWF e WCW, portarono ad un calo dell'afflusso di pubblico sempre più allarmante, fino a raggiungere il record negativo nella serata del 3 ottobre 1996, quando durante uno show gli spettatori presenti in sala furono appena 372.
Sebbene Lawler lavorasse per la WWF, lui e Larry Burton comprarono la USWA da Jarrett e la rivendettero immediatamente alla XL Sports Ltd. di Mark Selker all'inizio del 1997, per cercare di salvare la compagnia. Invece, la nuova proprietà fece cessare ogni attività connessa al wrestling, sancendo così di fatto la fine della federazione nel novembre dello stesso anno.

## Titoli USWA
- USWA Unified World Heavyweight Championship[1]
- USWA Southern Heavyweight Championship[2]
- USWA World Tag Team Championship[3]
- USWA Texas Heavyweight Championship[4]
- USWA Television Championship[5]
- USWA Women's Championship[6]
- USWA Junior Heavyweight Championship[7]
- USWA Middleweight Championship[8]

## Principali wrestler USWA
- Moondog Rex
- Moondog Spot
- Moondog Cujo/Splat
- Danny Davis
- Ronnie P. Gossett
- Robert Gibson
- Steve Keirn
- Dirty White Boy
- Stan Lane
- Lanny Poffo
- Doug Gilbert
- Jimmy Hart
- Jerry "The King" Lawler
- Brian Christopher
- Ricky Morton
- Jeff Jarrett
- Master of Pain/The Punisher (conosciuto oggi come The Undertaker)
- Jimmy Valiant
- Austin Idol
- Kamala
- Eddie Gilbert
- Koko B. Ware
- Junkyard Dog
- Sid Vicious
- Terry Funk
- Chris Youngblood
- Mark Youngblood
- Dutch Mantell
- Tom Prichard
- Pat Tanaka
- Eric Embry
- Tommy Rich
- Miss Texas
- The Harris Brothers
- Tracy Smothers
- Doomsday/Christmas Creature (conosciuto oggi come Kane)
- Nightmare Freddy
- Cactus Jack Manson
- Terry Gordy